# Aphidecta marginata
Adalia marginata
Espèce
Synonymes
- †Adalia marginata Förster 1891

Aphidecta marginata est une espèce fossile d'insecte coléoptère de la famille des Coccinellidae.

## Classification
L'espèce Adalia marginata est décrite en 1891 par l'entomologiste et paléontologue allemand Bruno Förster (1852-1924),.

### Renommage
L'espèce Adalia marginata est renommée dans le genre Aphidecta en 1937 par le paléontologue français Nicolas Théobald (1903-1981),.

### Étymologie
L'épithète spécifique latine marginata signifie « marginalisé »

## Description

### Caractères
« Je rapporte à l'espèce décrite par Förster un élytre droit (R259 de la collection Mieg du Museum de Bâle, gisement Kleinkembs). Élytre de teinte noirâtre en avant, plus claire en arrière ; surface à peine bombée, parsemée de fines ponctuations qui lui donnent un aspect chagriné ; scutellum triangulaire, équilatéral ; épaule non arrondie ; bords presque parallèles, s'arrondit dans le tiers postérieur. ».

### Dimensions
La longueur de l'élytre est de 3 mm et la largeur de 1,2 mm.

### Affinités
« L'échantillon de Brunstatt que Förster a décrit sous le nom de Adalia marginata, est mal conservé. Förster le rapproche de Adalia (Aphidecta) obliterata L. Ceci nous semble très douteux, car ce dernier a le corps plus globuleux. Les restes, dont nous disposons, sont d'ailleurs insuffisants pour faire une détermination précise. ».

## Galerie
- Aphidecta obliterata vivante - détails
- avec ailes.
- sur le dos.
- sur un ongle
- vue de dos.

### Publication originale
- [1891] (de) Bruno Förster, « Die Insekten der "Plattigen Steinmergels" von Brunstatt », Abhandlungen zur Geologischen Specialkarte von Elsass-Lothringen, Strasbourg, vol. 3,‎ 1891, p. 333-594 (ISSN 1256-4338, lire en ligne). .